# Ianiropsis tridens
Ianiropsis tridens là một loài chân đều trong họ Janiridae. Loài này được Menzies miêu tả khoa học năm 1952.